# 한국합판 축구단
한국합판 축구단은 한국합판에서 운영했던 축구단으로 1970년 창단되어 모기업의 근간인 전라북도 군산시를 근거지로 하였다. 한국 실업축구 (현 내셔널리그)에서 활동하였으며 1972년 3월 30일 해체되었다.